# Matej Nastran
Matej Nastran, slovenski rimskokatoliški duhovnik in kapucin, * 24. junij 1975, Slovenija.

## Življenjepis
Doma je iz Škofje Loke in je obiskoval naravoslovno gimnazijo v Kranju. Študiral je na Fakulteti za organizacijske vede v Kranju, študija ni dokončal ampak se je prepisal na višjo šolo in ga dokončal tam. 
Matej Nastran je bil sicer krščen, a kasneje ni bil deležen redne verske vzgoje. Zato je kasneje stopil v katehumenat in se odločil za vstop k bratom kapucinom. V noviciat je vstopil po dokončanem študiju leta 1995. Po tem se je začel ukvarjati s tem, kako vero ljudem približati po internetu. Sestavil je nov program in skupaj s Svetopisemsko družbo postavil Sveto pismo na internetu. 
V duhovnika je bil posvečen leta 2003, novo mašo je imel v Škofji Loki.